# Roberto Malaroda
Roberto Malaroda (San Canzian d'Isonzo, 9 maggio 1921 – Torino, 23 ottobre 2008) è stato un geologo e paleontologo italiano.

## Biografia

### Formazione e carriera
Trascorsa l'infanzia in Istria, ha compiuto gli studi superiori a Trieste. Presso l'università di Padova, dove è rimasto sino al 1954, prima come assistente alla cattedra di geologia, poi come incaricato della docenza di paleontologia, ha conseguito due lauree: la prima in scienze naturali nel 1943, relatore Giambattista Dal Piaz; la seconda in scienze geologiche nel 1946, relatore Angelo Bianchi.
Libero docente di geologia dal 1952, due anni più tardi, a seguito di concorso, è diventato titolare della pari cattedra all'università di Torino, dove ha insegnato per oltre un quarantennio, fino al 1996, tenendovi corsi anche di paleontologia e di geografia fisica e dirigendo l'istituto di geologia e paleontologia. Nel 1997 ha ottenuto il titolo di professore emerito.
Socio dell'Accademia Nazionale delle Scienze e dell'Accademia dei Lincei, è stato presidente della Società Geologica Italiana nel biennio 1966-67 e dell'Accademia delle Scienze di Torino nel 1974.
La biblioteca del dipartimento di scienze della Terra dell'ateneo torinese porta il suo nome.

### Opere
Nel campo geologico, si è occupato delle Alpi Marittime e in esse, principalmente, del monte Argentera, che ha osservato sia dal punto di vista stratigrafico, con l'individuazione di facies del periodo cretacico, sia dal punto di vista lito-cristallografico, riconoscendone la natura migmatitica. Sullo stesso luogo ha svolto ricerche funzionali alla redazione della relativa carta geologica. Ha anche partecipato ai lavori per la stesura della carta geologica d'Italia, occupandosi, con la sua squadra di rilevatori, di alcuni dei principali fogli cartografici della Liguria, del Veneto e del Piemonte.
In ambito paleontologico, che ha interessato prevalentemente i suoi primi anni di ricerca, auspice Giambattista Dal Piaz, con il quale ha condiviso un fortunato manuale in più volumi, si è occupato soprattutto della fauna del terziario veneto.
All'inizio degli anni sessanta, ha condotto i rilievi geologici per la realizzazione del traforo del Monte Bianco.